# چوللو (گوله)
چوللو (به ترکی استانبولی: Çullu) یک منطقهٔ مسکونی در ترکیه است که در گوله (شهر) واقع شده‌است.